# Николаевка (Константиновская сельская община)
Николаевка (укр. Миколаївка) — село в Константиновской сельской общине Каховского района Херсонской области Украины.
Население по переписи 2001 года составляло 216 человек. Почтовый индекс — 74640. Телефонный код — 5544. Код КОАТУУ — 6522683003.